# Sally (vidéaste)
Pour les articles homonymes, voir Sally.
Sally, anciennement appelée Crazy Sally, de son vrai nom Salima Poumbga, née le 11 août 1998 à Strasbourg (Bas-Rhin), est une vidéaste web, influenceuse et anciennement vlogueuse française.
Elle est connue pour décrypter régulièrement des sujets d’actualité sur les réseaux sociaux.

## Biographie

### Enfance et études
Elle naît le 11 août 1998 à Strasbourg d'un père camerounais et d'une mère marocaine. Elle obtient son baccalauréat à 15 ans en ayant sauté 2 classes. 
Après avoir regardé New York Police Judiciaire et Suits : avocat sur mesure, elle se tourne vers des études de droit qu'elle poursuit jusqu'à un master 2 en droit pénal. Elle devient ainsi juriste, et travaille en tant que telle à Londres.  
En 2018, elle est lauréate du concours d'éloquence Oratio à la Faculté de Droit de Strasbourg avec le sujet Faut-il faire de sa vie une œuvre d'art?.

### Carrière sur internet
En 2018, Sally décide de se lancer sur la plateforme YouTube, dans la réalisation de vidéos sur des astuces modes et beauté pour l'entretien des cheveux.
En juillet 2021, elle participe au 74ᵉ édition du Festival de Cannes.
En avril 2024, elle est hôte de la deuxième édition des Flammes. Elle interviewe les artistes sur le tapis rouge et remet les prix de la révélation féminine et de la révélation masculine.
En juin 2024, elle lance un podcast natif thérapeutique sur plusieurs sujets de société, co-créé avec Spotify: Chez Sally.
Le 26 juin 2024, elle porte la flamme olympique à Strasbourg, sa ville natale.

#### Motherland
En 2021, Sally crée Motherland, une minisérie dont le concept est la découverte d'un pays par épisode, à travers un séjour d'un mois sur place. Elle réalise un épisode sur la Côte d'Ivoire, le Sénégal, le Cameroun,.
Le 31 mars 2022, elle présente l'avant-première du documentaire Motherland (en français : « patrie »). Le documentaire a pour but de montrer autrement le continent africain, ce afin de déconstruire tous les clichés dévalorisants l'Afrique. Il est disponible sur la plateforme BrutX.

#### Oui Oui Baguette
En 2023, elle lance le format Oui Oui Baguette sur YouTube, dans lequel elle invite des stars internationales à venir bruncher avec elle. Depuis 2023, Offset, Ayra Starr, Zara Larsson, Denzel Washington ou encore Ariana Grande sont venus déjeuner à ses côtés,,.

#### Watch Party By Sally
En mars 2025, elle crée son propre ciné-club baptisé Watch Party by Sally (Visionnage de groupe par Sally). L'objectif est de privatiser une salle de cinéma exclusivement pour les abonnés inscrits et sélectionnés, afin de regarder ensemble un film gratuitement.

## Influenceuse et média
En 2024, au micro de Radio France, après avoir été interrogée sur le fait d’être un média, elle répond à Mathilde Serrell: « Sans arrogance, je pense que oui... J'imagine qu'un média est une plateforme où une voix peut faire passer des messages, alors on peut dire qu'aujourd'hui, je suis devenue un media 2.0 ».
Niveau méthode de travail, elle évoque : « Lorsqu'un sujet me passionne et que j'ai envie de la partager à grande échelle, je m'entoure de personnes calées dans ce domaine-là, je vais avoir mes sources, que je vais beaucoup chercher dans les livres, une source que les jeunes oublient un peu ».
Dans une interview accordée à Views, concernant l'appellation de journaliste, elle explique : « Je pense qu’une fois que tu as acquis le raisonnement juridique, tu ne le perds plus. [...] Honnêtement, je me considère comme une journaliste, mais je n’aime pas le dire par respect pour ceux qui ont étudié le journalisme. Parce que si j’étais journaliste et qu’une juriste, aussi compétente soit-elle, se disait journaliste sans carte de presse, ça m’agacerait. Alors, par respect pour mes pairs je ne dis pas que je suis journaliste, mais j’ai conscience de réaliser un travail de journaliste. J’ai même envisagé de passer des équivalences pour obtenir un diplôme. ».

## Controverses

### Jeu de sociétéTu ris, tu perds
Après la publication d'une vidéo sur Ies réseaux sociaux, Crazy Sally accuse le jeu de société Tu ris, tu perds, édité par la société Dujardin, de véhiculer des clichés racistes, en proposant des questions dirigées contre les personnes noires. Le créateur du jeu, l'humoriste Aziz Aboudrar, présente ses excuses sur Instagram.

## Prises de position

### Invisibilité des vidéastes noires sur YouTube
En octobre 2020, elle évoque sur Clique, l'invisibilité des vidéastes noires sur YouTube.

« Il y a eu un phénomène d’invisibilisation des youtubeuses noires, où elles ont été mises de côté et les marques les ignoraient, alors que les femmes noires consomment énormément. Il y a vraiment un rideau entre les influenceuses noires et les influenceuses non-noires de manière générale. J’en rencontre plein ces derniers temps qui me disent “Je n’ai jamais vu ta tête dans mes suggestions”, alors que j’ai des vidéos qui font le million de vues. Et c’est vrai que moi non plus, je n’ai jamais vu leur tête dans les miennes. »

— Sally

### Dangers de Mym et OnlyFans
En janvier 2021, elle alerte sur les dangers de Mym et OnlyFans, plateformes permettant de partager et monnayer des photos et vidéos à caractère pornographique. Selon elle, 40% des profils seraient détenus par des mineurs.

### Législatives 2024
A l'approche des élections législatives de 2024, elle prend position contre la montée de l'extrême droite en France,.

## Affaire judiciaire

### Air France
En juin 2023, elle porte plainte contre une hôtesse Air France pour agression. Dans une vidéo postée sur Instagram, elle dénonce avoir été victime d'une agression à bord d'un avion Air France lors d'un trajet Rio - Paris le 18 juin 2023. Elle aurait été agrippée agressivement et un équipage se serait ligué contre elle. Dans cette même vidéo, plusieurs témoins confirment ses dires. Pour beaucoup d'internautes, elle aurait subi du racisme.

De son côté, Air France réagit et ouvre une enquête interne,: 

« Air France a pris connaissance du témoignage vidéo d’une cliente déclarant avoir subi une agression de la part d’un membre d’équipage à bord d’un vol en provenance du Brésil. Les faits relatés par cette passagère ne correspondent en rien aux standards d’attention personnalisée et de service dédié que nos équipes doivent à tous nos clients. Nos personnels navigants ont, en effet, à cœur de servir l’ensemble de nos passagers dans un esprit de respect et de bienveillance. Air France prend très au sérieux ce signalement et a immédiatement pris contact avec la passagère. Les équipes de la compagnie recueillent actuellement toutes les informations relatives à ce vol afin de comprendre cet évènement. »

Dans une vidéo postée sur YouTube le 23 juillet 2023, elle évoque avoir rencontré les avocats de la compagnie. Cette dernière a reconnu que l'expérience qu'elle a vécue n’est pas celle qu’ils souhaitent pour leurs passagers et lui a offert un « avoir conséquent » qu'elle a refusée à titre personnel mais dont elle a fait bénéficier des « associations de quartier qui font voyager des jeunes qui n’ont pas les moyens de partir en vacances ».

## Filmographie
- 2024: Les Flammes sur W9 - présentatrice

- 2024: Les Traîtres (saison 3) sur M6 - participante[31]
- 2024: TedX (TEDxBrussels): Les 6 règles pour avoir confiance en soi[32],[33] - conférencière

### Publicité
- Depuis 2023: Samsung[34]

## Distinctions
| Année | Récompenses                 | Catégories         | Résultat   | Réf.   |
| ----- | --------------------------- | ------------------ | ---------- | ------ |
| 2018  | Concours d'éloquence Oratio | –                  | Lauréat    | [ 5 ]  |
| 2022  | People's Choice Awards      | Social Star France | Nomination | [ 35 ] |
| 2025  | Forbes 30 Under 30          | Afrique            | Incluse    | [ 36 ] |